# Park Hye-jeong
Park Hye-jeong (박혜정?; Ansan, 12 marzo 2003) è una sollevatrice sudcoreana.
Comincia a praticare sollevamento pesi a 12 anni e, nel 2019, viene selezionata per partecipare ai Campionati asiatici giovanili di Pyongyang, dove stabilisce i record di categoria sia nello strappo con 110 kg che nello slancio con 145kg conquistando il titolo.
Nel 2022 ha partecipato al campionati mondiali juniores di Candia, vincendo l'oro sia nello strappo (120 kg) che nello slancio (161 kg), a luglio primeggia anche ai campionati asiatici juniores.
Viene poi scelta per mondiali di Bogotà, dove si classifica ottava con un totale di 274 kg.
Nel 2023, a maggio, vince l'argento ai campionati asiatici di Jinju ed a settembre si laurea campionessa mondiale a Riad, Arabia Saudita, sollevando 123kg nello strappo e 165 kg nello slancio per un totale di 289 kg.
Nel 2024 gareggia ai Giochi olimpici di Parigi 2024 sollevando 131 kg nello strappo, suo record personale, e 168 kg nello slancio, classificandosi seconda dietro solo alla cinese Li Wenwen. Chiude la stagione a Manama vincendo l'argento iridato, preceduta da Li Yan.

## Palmarès
- Giochi olimpici

Parigi 2024: argento nei +81 kg.
- Mondiali

Riad 2023: oro nei +87 kg.
Manama 2024: argento nei +87 kg.
- Giochi asiatici

Hangzhou 2022: oro nei +87 kg.
- Campionati asiatici

Jinju 2023: argento nei +87 kg.
Tashkent 2024: oro nei +87 kg.
Jiangshan 2025: argento nei +87 kg.